# Alexander Wiktorowitsch Rybakow
Alexander Wiktorowitsch Rybakow (russisch Александр Викторович Рыбаков; * 11. August 1985 in Kasan, Russische SFSR) ist ein russischer Eishockeyspieler, der seit August 2019 erneut bei Neftechimik Nischnekamsk in der Kontinentalen Hockey-Liga unter Vertrag steht.

## Karriere
Alexander Rybakow begann seine Karriere als Eishockeyspieler beim HK Rybinsk, für dessen Profimannschaft er in der Saison 2003/04 sein Debüt in der Wysschaja Liga, der zweiten russischen Spielklasse, gab. In seinem Rookiejahr bereitete er in zehn Spielen ein Tor vor. Anschließend spielte der Angreifer von 2004 bis 2006 für Ak Bars Kasan in der Superliga. In der Saison 2004/05 spielte er parallel für Kasan in der Superliga, sowie Neftjanik Almetjewsk in der Wysschaja Liga. In der folgenden Spielzeit wurde er mit Ak Bars Kasan Russischer Meister.
Von 2006 bis 2008 stand Rybakow für Neftechimik Nischnekamsk in der Superliga auf dem Eis. Daraufhin erhielt er einen Vertrag beim HK Spartak Moskau aus der neu gegründeten Kontinentalen Hockey-Liga. In seinem ersten Jahr beim Hauptstadtklub lief er jedoch zunächst nur in 14 Spielen in der KHL auf, während er die gesamte restliche Spielzeit beim HK Rys Podolsk in der Wysschaja Liga verbrachte. Beim HK Rys konnte er in der zweiten Liga überzeugen und in 44 Spielen 46 Scorerpunkte, davon 15 Tore, erzielen. Die Saison 2010/11 begann der Russe als Stammspieler bei Spartak Moskau, ehe er im November 2010 innerhalb der KHL zu Sewerstal Tscherepowez wechselte.
Für Sewerstal kam er zu insgesamt 31 KHL-Einsätzen, in denen ihm zehn Scorerpunkte gelangen. Am Saisonende lief sein Vertrag aus und Rybakow wurde von Atlant Mytischtschi verpflichtet, wo er bis Dezember 2012 spielte. Anschließend stand er beim HK Jugra Chanty-Mansijsk, Titan Klin und Witjas Podolsk unter Vertrag. Weitere Stationen waren Awtomobilist Jekaterinburg, HK Traktor Tscheljabinsk, HK Dynamo Moskau und seit 2019 erneut Neftechimik Nischnekamsk.

## Erfolge und Auszeichnungen
- 2006 Russischer Meister mit Ak Bars Kasan

## Statistik
(Stand: Ende der Saison 2018/19)